# Ligne ferroviaire de Messine
 (mai 2024).
Si vous disposez d'ouvrages ou d'articles de référence ou si vous connaissez des sites web de qualité traitant du thème abordé ici, merci de compléter l'article en donnant les références utiles à sa vérifiabilité et en les liant à la section « Notes et références ».
La Ligne ferroviaire de Messine est une ligne de train de banlieue qui relient l'agglomération de Messine à Giampilieri.